# The Sonny Side of Chér
The Sonny Side Of Chér je druhé studiové album zpěvačky a herečky Cher, vydané v dubnu roku 1966 u Imperial Records..

## O Albu
Po debutu All I Really Want to Do začala Cher rychle pracovat na jeho nástupci. Na albu opět spolupracovala se Sonnym Bonem a Haroldem Battistem. Opět se použila stejná šablona jako u její prvotiny, tedy převážně coververze známých písní a novinkové skladby napsané Sonnym Bonem. Byly to skladby "Bang Bang (My Baby Shot Me Down)", která definitivně dostala Cher na špičku americké pop kultury a "Where Do You Go". Převzaté skladby pocházejí od Rubyho & The Romantics ("Our Day Will Come"), Boba Lindeho ("Elusive Butterfly", "Come to Your Window"), Boba Dylana ("Like a Rolling Stone"), Stana Getze ("The Girl from Ipanema"), Toma Jonese ("It's Not Unusual") a Edith Piaf ("Milord"). Skladba "Ol' Man River" má původ v muzikálu Show Boat z roku 1927. Deska také obsahuje písně s francouzskými vlivy, patrné v "A Young Girl", "Our Day Will Come" nebo "Milord". Písně "A Young Girl" a "Ol' Man River" zase ukazují obrovský hlasový rozsah Cher, už na úplném začátku její kariéry.
Klasika "Bang Bang (My Baby Shot Me Down)" byla později několikrát přezpívána jinými umělci, včetně samotné Cher pro své eponymní album z roku 1987. Známá je také coververze od Nancy Sinatry z téhož roku, která se rovněž objevila o mnoho let později jako znělka ve filmu Kill Bill.
Album mělo pozitivní ohlasy a stalo se jejím druhým úspěšným albem šedesátých let. Nebylo tak úspěšné jako All I Really Want to Do, ale vyprodukovalo více hitů.
V hudebních žebříčcích se vyskytovalo zároveň s druhým albem dua Sonny & Cher The Wondrous World of Sonny & Cher.
Název alba je slovní hříčkou jejího manžela Sonnyho Bona.
V roce 1992 byla deska společností EMI vydána na kompaktním disku společně s debutem All I Really Want to Do, obsahující písně z obou dvou alb. O tři roky později vydala tuto verzi ještě s následujícím albem Cher na jednom CD. Poslední reedice se album dostalo v roce 2005 u společnosti BGO a to pouze v Anglii.

### Singly
Z alba vzešly dva singly. Jako první singl byla vydána skladba "Where Do You Go" už v roce 1965. Měla úspěch, v americkém Billboard Hot 100 se umístila na 25. místě, v Kanadě na místě 5., ale teprve až druhý singl "Bang Bang (My Baby Shot Me Down)" se stal obrovským hitem. Dodnes se jedná o jednu z jejích nejúspěšnějších singlů vůbec a píseň se stala klasikou. V Billboard Hot 100 se umístila na 2. místě, v Anglii na 3. místě, v Kanadě na 4. místě, v Německu na 6. místě a v Austrálii na místě 11.

## Seznam skladeb
| Pořadí | Název                            | Autor                                                   | Délka |
| ------ | -------------------------------- | ------------------------------------------------------- | ----- |
| 1.     | Bang Bang (My Baby Shot Me Down) | Sonny Bono                                              | 2:40  |
| 2.     | A Young Girl (Une enfant)        | Oscar Brown, Jr., Charles Aznavour, Robert Chauvigny    | 3:22  |
| 3.     | Where Do You Go                  | Sonny Bono                                              | 3:12  |
| 4.     | Our Day Will Come                | Bob Hilliard, Mort Garson                               | 2:12  |
| 5.     | Elusive Butterfly                | Bob Lind                                                | 2:30  |
| 6.     | Like a Rolling Stone             | Bob Dylan                                               | 3:45  |
| 7.     | Ol' Man River                    | Oscar Hammerstein II, Jerome Kern                       | 2:50  |
| 8.     | Come to Your Window              | Bob Lind                                                | 2:48  |
| 9.     | The Girl from Ipanema            | Vinicius de Moraes, Norman Gimbel, Antônio Carlos Jobim | 2:09  |
| 10.    | It's Not Unusual                 | Gordon Mills, Leslie Reed                               | 2:08  |
| 11.    | Time                             | Michael Merchant                                        | 3:16  |
| 12.    | Milord                           | Bunny Lewis, Marguerite Monnot, George Moustaki         | 2:43  |

## Umístění
| Umístění (1966) | Pozice |
| --------------- | ------ |
| UK              | 11     |
| Norsko          | 17     |
| USA             | 26     |